# Cleo-Johanna Budde
Cleo-Johanna Budde (* 1998) ist eine deutsche Schauspielerin.
Budde hatte 2004 ihren ersten Fernsehauftritt in einer Folge der Serie Im Namen des Gesetzes. Es folgten weitere Episodenrollen in Serien und Sendereihen wie etwa Alarm für Cobra 11, Blond: Eva Blond! oder der Inga-Lindström-Reihe. Zwischen 2007 und 2008 spielte sie in GSG 9 – Ihr Einsatz ist ihr Leben ihre erste durchgehende Rolle. Ab 2010 hatte sie eine Hauptrolle in der Nachfolgeserie von Wie erziehe ich meine Eltern?.

## Filmografie
- 2005: Im Namen des Gesetzes (1 Folge)
- 2005: Vorsicht Schwiegermutter
- 2006: Alarm für Cobra 11 (1 Folge)
- 2006: Blond: Eva Blond! – Der sechste Sinn
- 2007–2008: GSG 9 – Ihr Einsatz ist ihr Leben (7 Folgen)
- 2007: Inga Lindström: Die Pferde von Katarinaberg
- 2008: SOKO Leipzig: Auf dem Kriegspfad
- 2008: SOKO Wismar: Opa ist tot
- 2010–2011: Wie erziehe ich meine Eltern?